# اليوم المشهود (فلم)
اليوم المشهود فيلم تشويق وإثارة مصري إنتاج عام 1991، من إخراج محمود سامي خليل، وبطولة: عفاف شعيب، صلاح قابيل، عبدالعزيز مخيون، محمد توفيق، زكريا سليمان، محمود مسعود.

## وصلات خارجية
- صفحة الفيلم على موقع السينما